# 圣马丹 (瓦莱州)
圣马丹（法語：Saint-Martin，法語發音：[sɛ̃ maʁtɛ̃] ⓘ）是瑞士瓦莱州的一个市镇。该市镇总面积为9.8平方千米，截至2018年12月31日总人口为825人。